# E-Ship 1

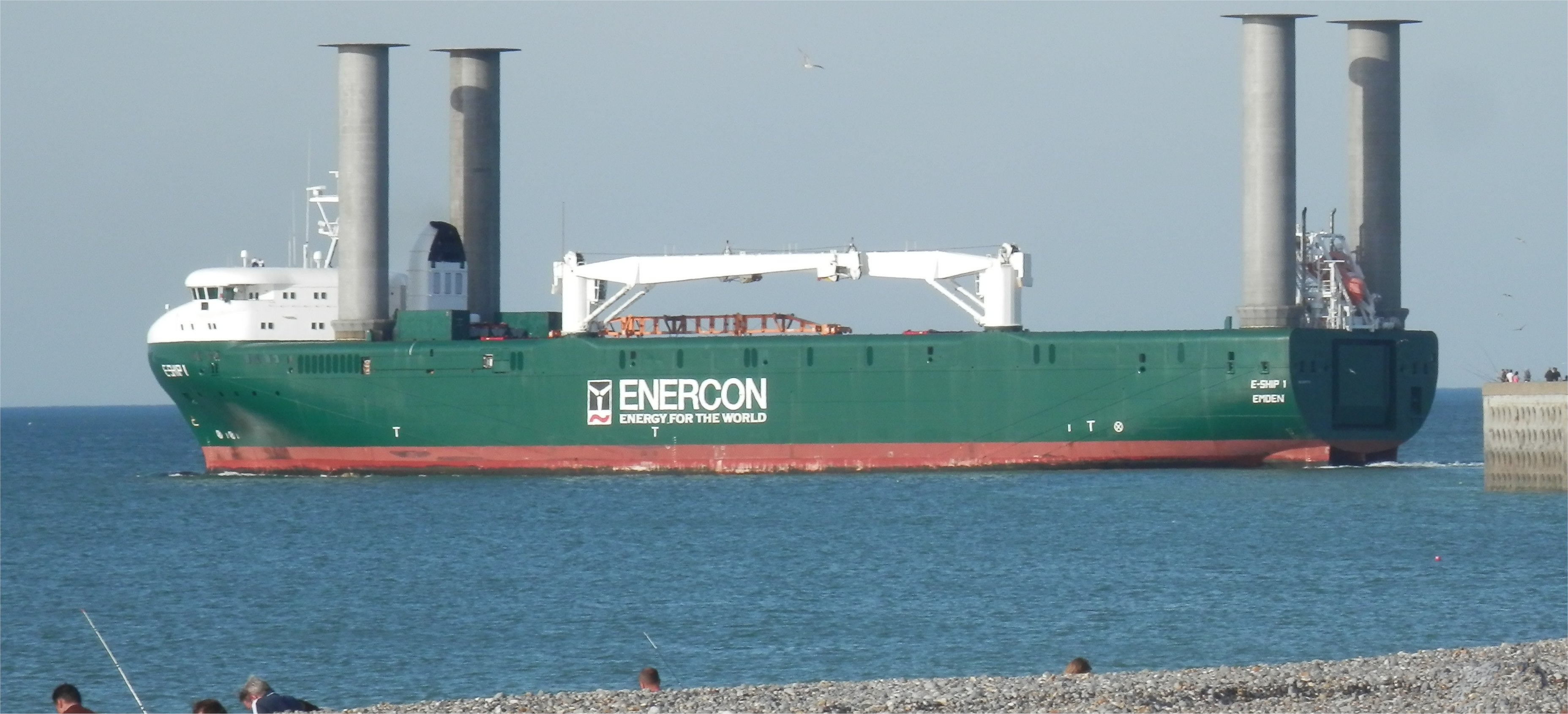
Die E-Ship 1 in Dieppe

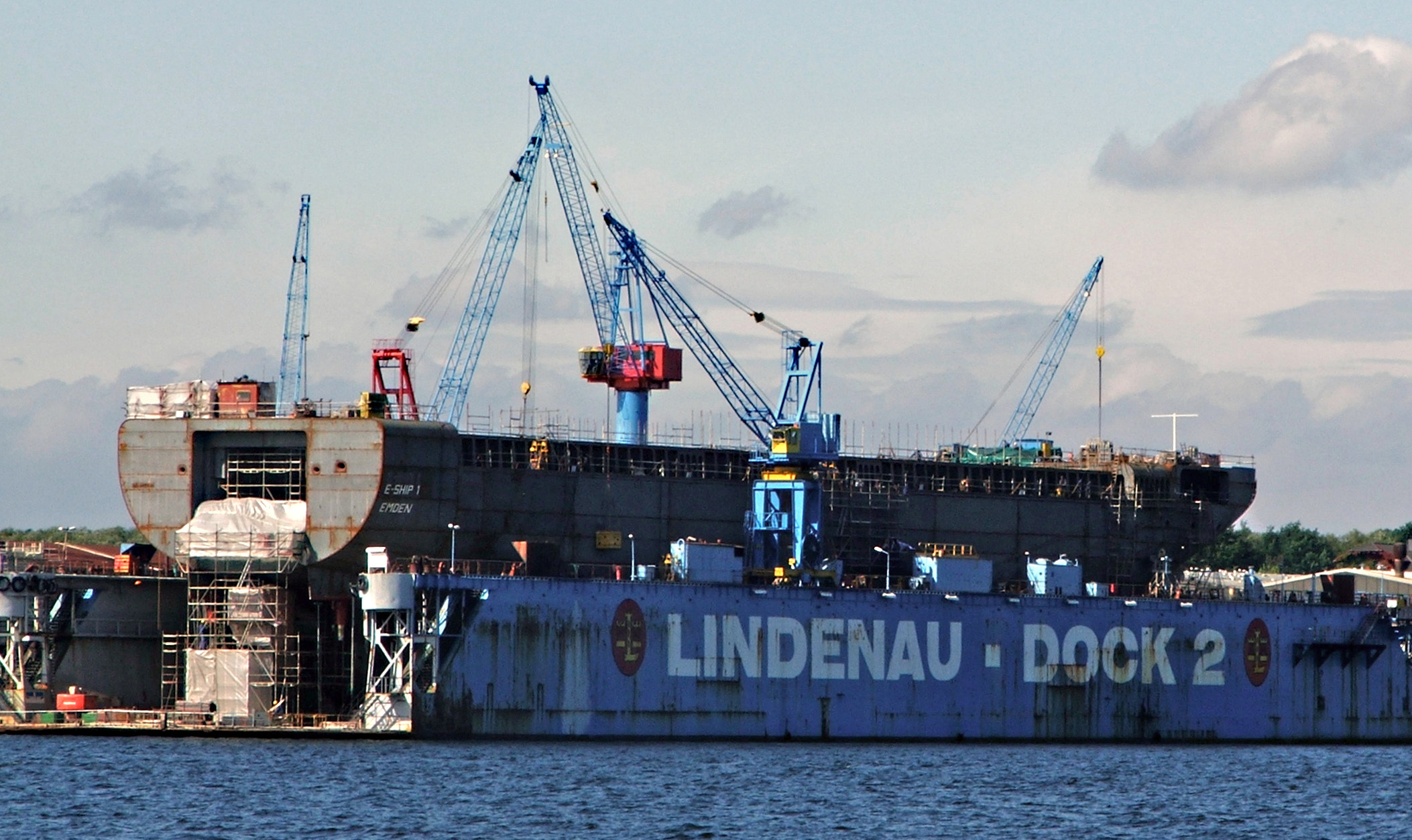
Der Rohbau im Dock der Lindenau-Werft

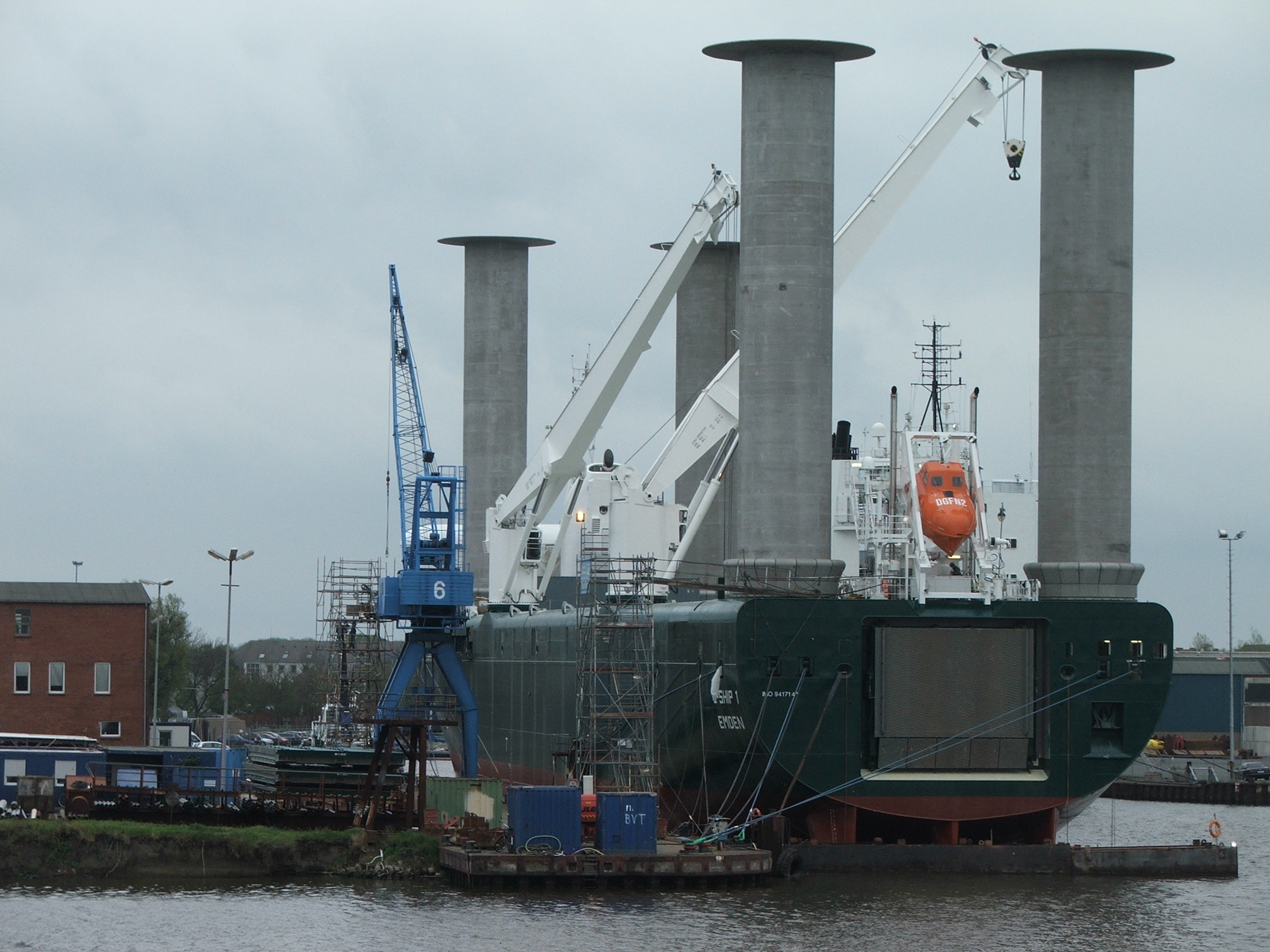
Die E-Ship 1 in Emden bei der Cassens-Werft

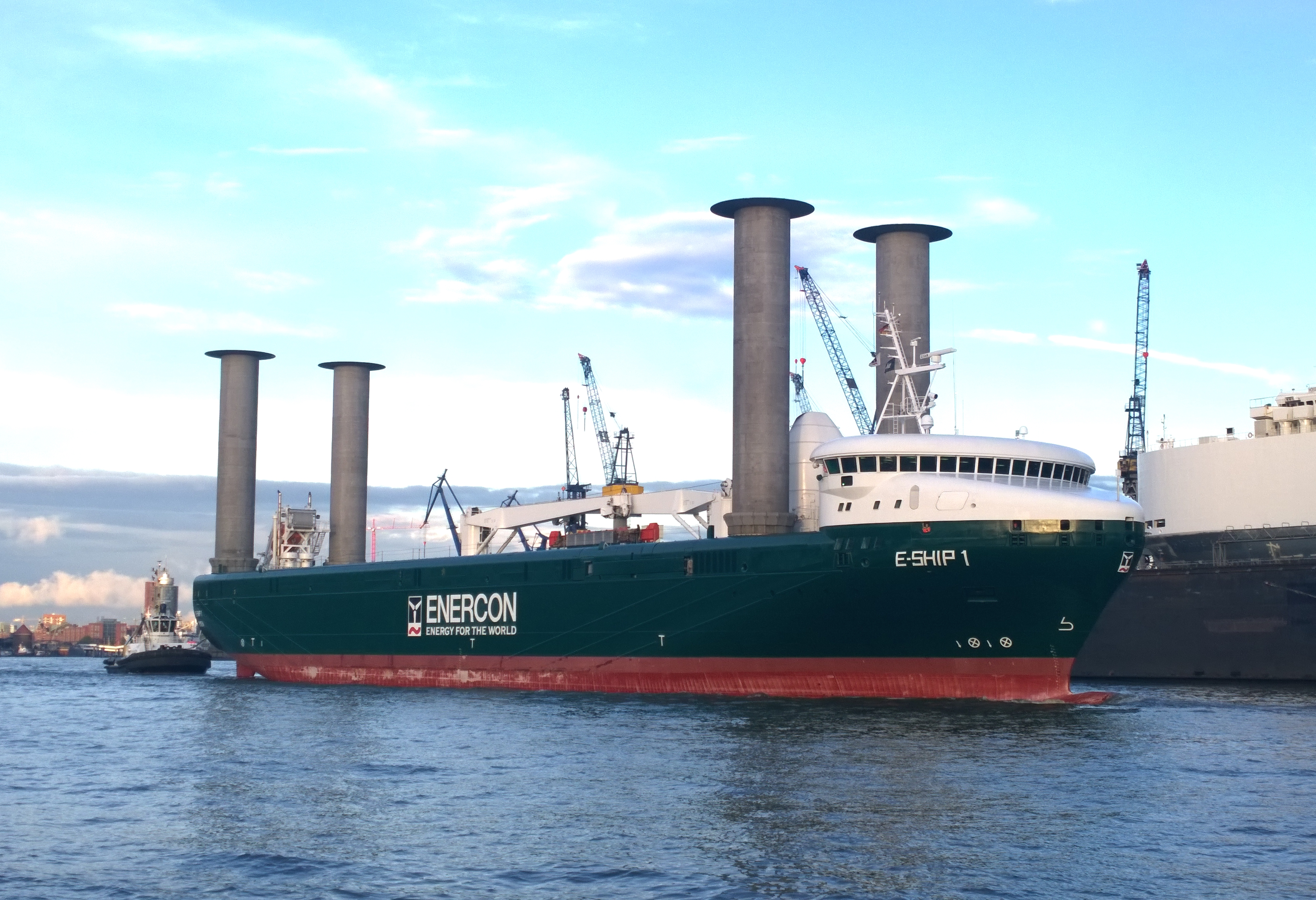
Die E-Ship 1 in Fahrt, Hamburg im Juni 2015

Die E-Ship 1 ist ein Frachtschiff, das neben einem Dieselantrieb zusätzlich über einen Antrieb mittels Flettner-Rotoren verfügt, also ein Rotorschiff ist. Sie wurde 2006 von der Firma Enercon aus Aurich bei der Lindenau-Werft in Kiel in Auftrag gegeben und 2010 bei der Cassens-Werft in Emden fertiggestellt. Sie ist für den Transport von Enercon-Windkraftanlagen ausgelegt. Nach Angaben der Betreiber  beträgt die Treibstoffersparnis durch die Flettner-Rotoren und weitere Optimierungen bis zu 25 Prozent.

## Geschichte
Der Rumpf wurde als Lindenau 285 von der Lindenau-Werft in Kiel gebaut. Der Stapellauf fand am 2. August 2008 statt. Ursprünglich sollte das Schiff in der ersten Jahreshälfte 2009 ausgeliefert werden. Durch die Insolvenz der Lindenau-Werft konnte es dort nicht fertiggestellt werden, sondern wurde im November 2008 zur Cassens-Werft nach Emden überführt. Im Januar 2010 wurden dort die Stahlbauarbeiten abgeschlossen, und das Schiff wurde in das Dock der Nordseewerke geschleppt, wo letzte Arbeiten am Unterwasserschiff ausgeführt wurden. Im April 2010 kam das Schiff zurück in die Cassens-Werft, wo die weitere Ausrüstung erfolgte.
Seit dem 1. Juni 2010 heißt das Schiff offiziell E-Ship 1. Die erste Probefahrt auf der Nordsee fand am 6. Juli 2010 statt. Die Probefahrten fanden unter Begleitung des Germanischen Lloyds als Klassifikationsgesellschaft in der südlichen Nordsee statt. Im Sommer 2010 wurde die E-Ship 1 in Dienst gestellt. Die Jungfernfahrt erfolgte nach Irland. Im Oktober 2010 sollten auf einer Fahrt im Mittelmeer die Einsparungen im Treibstoffverbrauch ermittelt werden.
Nach Problemen mit den sieben Mitsubishi-Dieselgeneratoren lag das Schiff ab dem 18. Januar 2013 in Emden auf. Der Austausch der Dieselgeneratoren konnte erst ab November 2013 durchgeführt werden, weil die Ersatzgeneratoren erst gebaut werden mussten. Im Februar 2014 wurde das Schiff nach Austausch aller Generatoren von der neu eingesetzten Reederei Auerbach wieder in den Frachtverkehr aufgenommen.

## Aufbau
Der Neubau, dessen Kommandobrücke auf der Back steht, ist als Zwischendecker mit drei Decks und zwei an Backbord stehenden Kränen von je 90 t Nutzlast, mit langem Ausleger und einer Heckrampe konzipiert, also ein LoRo-Schiff.
Das Schiff hat bei einer Länge von 130,42 m und einer Breite von 22,50 m einen Tiefgang von max. 9,30 m und eine Vermessung von 12.968 BRZ bei einer Tragfähigkeit von 10.020 dwt. Es ist mit leistungsstarken Manövrierhilfen an Bug und Heck ausgerüstet und erhält die Eisklasse GL E3.

## Antrieb und Maschinenanlage
Beim Grundentwurf des Schiffes wurden eine Reihe von fortschrittlichen technischen Lösungen verwirklicht, von denen das Antriebskonzept am stärksten ins Auge fällt. Der Frachter wurde bis 2013 von einem dieselelektrischen Hauptantrieb mit sieben Mitsubishi-Schiffsdieselmotoren angetrieben, deren Abgase über einen Abgaskessel mit nachgeschalteter Dampfturbine von Siemens STE geleitet wurden. Dazu kamen vier von Enercon entwickelte Flettner-Rotoren mit einer Höhe von 27 m und einem Durchmesser von 4 m. Angestrebt war eine Kraftstoffersparnis von 30 bis 40 % bei einer Fahrt von 16 Knoten. Aufgrund technischer Probleme mussten die Mitsubishi-Dieselgeneratoren 2013 durch Caterpillar-Generatoren mit 6,3 MW Gesamtleistung ersetzt werden.
Die hintere Stevenrohrnuss als Endlager für den Schiffspropellerantrieb wurde in Zusammenarbeit mit der Stahlguss Gröditz konstruiert und in Gröditz am 19. Dezember 2007 abgegossen. Zur Kälteversorgung für die Klimaanlage wird erstmals auf einem Frachtschiff eine Absorptionsanlage vorgesehen, die mit Hilfe der ausreichend vorhandenen Abwärme Kälte erzeugt.
Der Einsatz neuer Werkstoffe und ein in Zusammenarbeit mit der Hamburgischen Schiffbau-Versuchsanstalt optimierter Schiffsrumpf sollen weitere Einsparungen erbringen.

## Ladung im Raum und an Deck
Weitere Einsparungen erhofft sich Enercon, weil bisher für den Transport von Windkraftanlagen gecharterter Laderaum für diese speziellen Produkte unverhältnismäßige Mehrausgaben für Laschung und durch nicht nutzbaren Raum verursacht wurden. Der maßgeschneiderte Neubau hingegen soll durch spezielle, als Kassetten bezeichnete Transportgestelle einerseits das Laden und Stauen der Anlagenkomponenten verbilligen, andererseits aber für die Kostenoptimierung der Rückreise Fracht von Dritten problemlos übernehmen können.